# María Teresa Mestre
María Teresa Mestre y Batista (Marianao, 22 marzo 1956) è la granduchessa consorte del Lussemburgo dal 2000, in quanto moglie del granduca Enrico.
Dal suo matrimonio è impegnata in questioni sociali e umanitarie, specie nel contrasto alle violenze sessuali nelle zone di guerra.

## Biografia

### Famiglia e studi
María Teresa è nata nel 1956 a Marianao, figlia di José Antonio Mestre Álvarez (1926-1993) e di María Teresa Batista Falla (1928-1988), discendenti della nobiltà spagnola. Aveva due fratelli, José Antonio (1952-2015) e Luis Laureano (1958-2022), e ha una sorella, Catalina (1959). Suo padre lavorò in ambito finanziario e sua madre, appassionata di arte e letteratura, trasmise ai figli la fede cristiana.
I suoi nonni paterni furono José Antonio Mestre y Ramos-Almeyda (1897-1961) e María Narcisa Álvarez Tabío (1899-1992); quelli materni Agustín Batista y González de Mendoza (1899-1968) e María Teresa Falla Bonet (1898-1973; figlia del milionario Laureano Falla Gutiérrez, che aveva combattuto per la Spagna nella guerra ispano-americana).

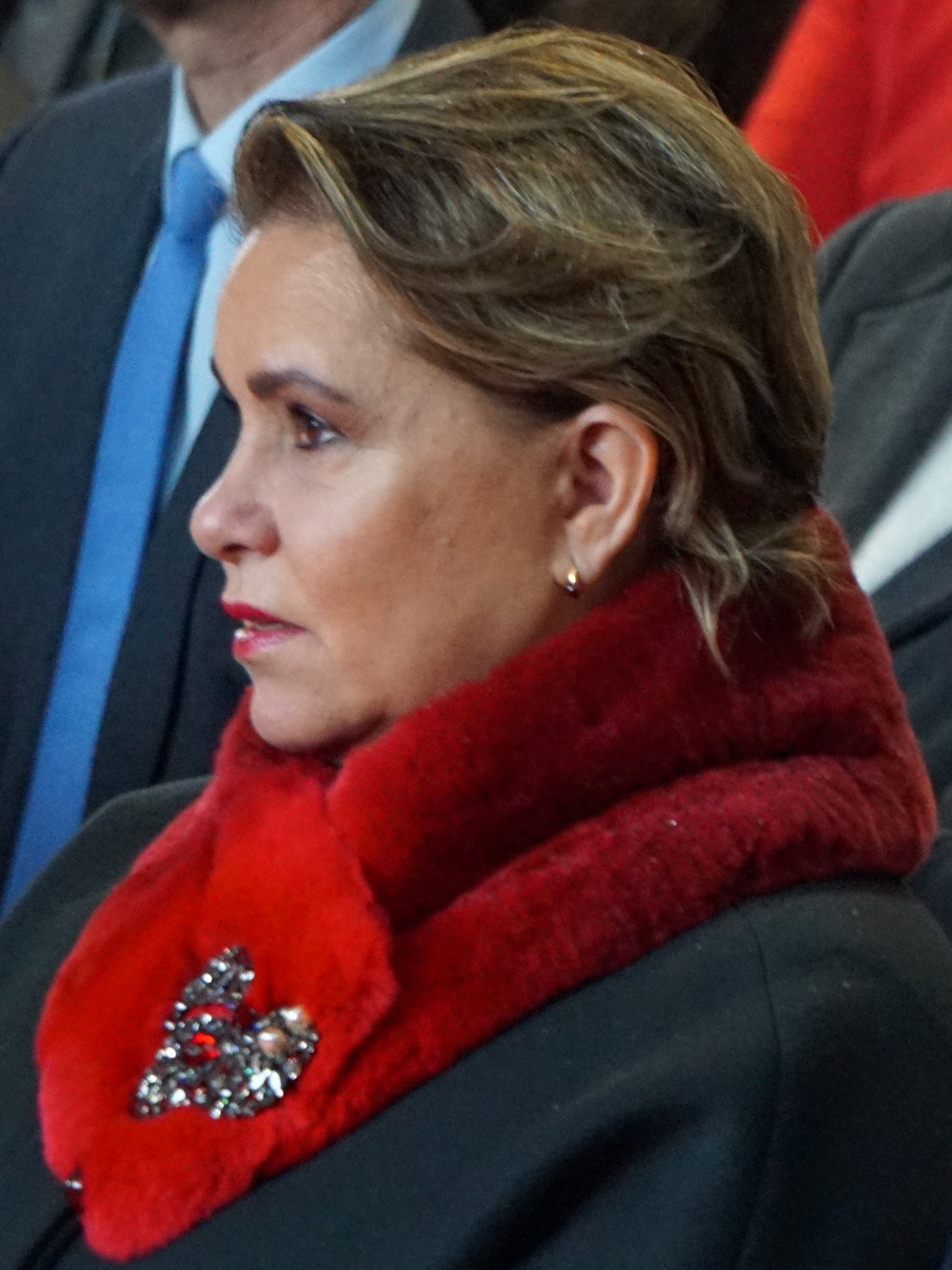
María Teresa Mestre nel 2017

La famiglia paterna si trasferì a Cuba nella persona di José Antonio Mestre y Roig (1787-1842), catalano di Sitges. Quella materna, invece, discendente dagli infanti de la Cerda e dai re castigliani, aveva ricoperto per generazioni cariche di rilievo nella città di Santa María del Puerto del Príncipe. Nel 1959 i Mestre lasciarono Cuba dopo la salita al potere di Fidel Castro e fissarono la propria residenza a New York, poi nella proprietà di famiglia a Santander dal giugno 1965 e, dopo pochi mesi, a Ginevra.
Iniziò gli studi alla Marymount School di New York, per poi frequentare l'École Française dal 1961. Entrò nel 1965 all'Istituto Marie-José di Gstaad e conseguì il baccalaureato nel 1975 al collegio Marie-Thérèse di Ginevra. Divenuta cittadina svizzera, si laureò nel 1980 in scienze politiche al Graduate Institute of International Studies, concentrando i suoi studi sulla gerontologia, sui bambini con difficoltà di apprendimento e sulla condizione femminile in campo lavorativo.
Discusse la tesi con uno studio comparato sulla legislazione sul lavoro femminile e la maternità nella Comunità economica europea. Durante gli studi si occupò di persone anziane e tenne lezioni a bambini svantaggiati. Oltre allo spagnolo, padroneggia fluentemente il francese. Conosce l'inglese, il lussemburghese, il tedesco e l'italiano.

### Fidanzamento e granduchessa ereditaria

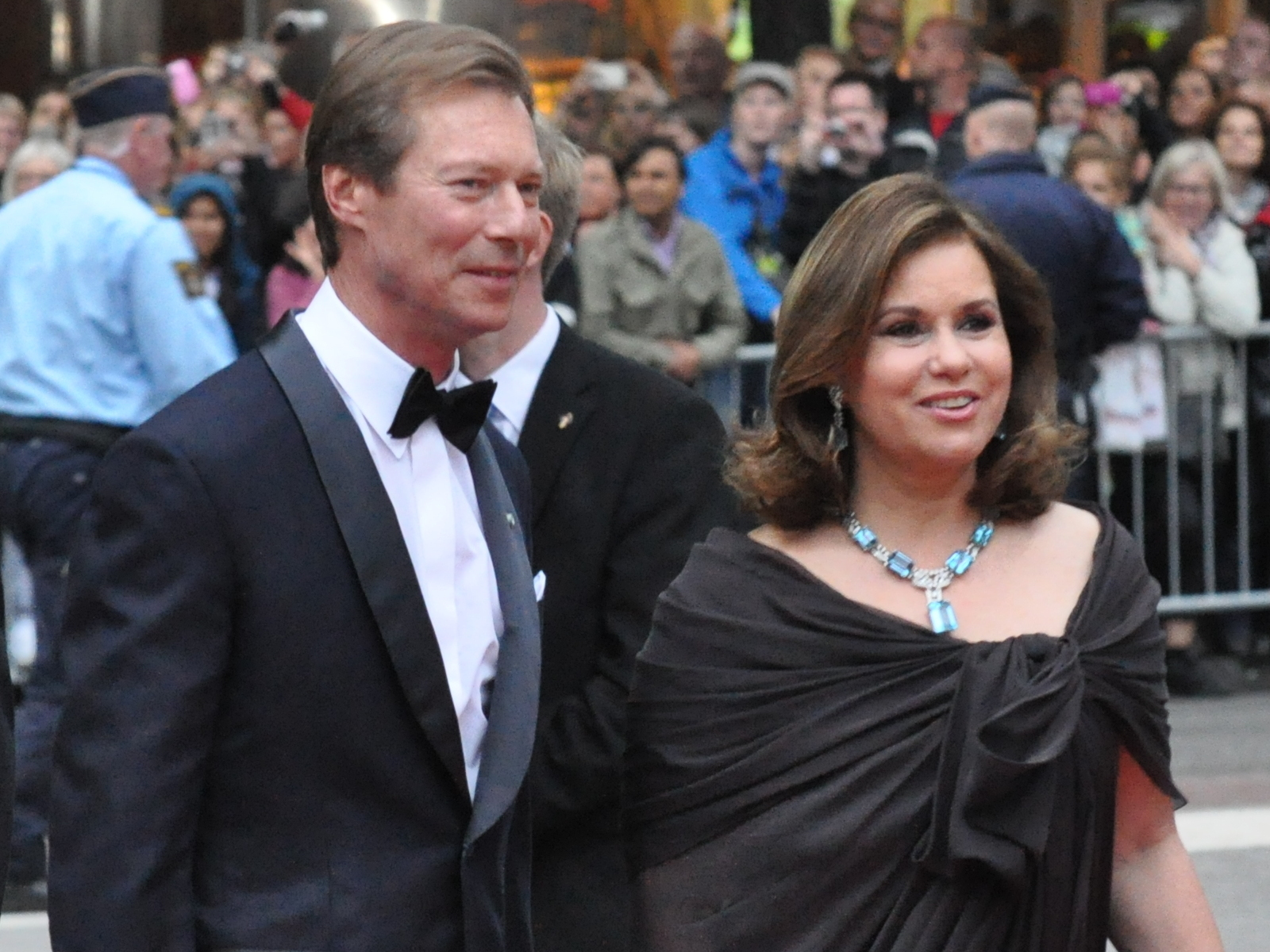
Enrico e María Teresa nel 2010

Nel 1976 incontrò all'università il granduca ereditario Enrico di Lussemburgo.
Il 7 novembre 1980, a tre settimane dalla fine degli studi, venne annunciato il loro fidanzamento, seguito da un ricevimento ufficiale l'11 novembre al castello di Berg. Il 14 febbraio 1981 si sposarono con matrimonio civile al Palazzo Granducale e rito religioso nella cattedrale di Notre-Dame. In occasione delle nozze venne istituita la Fondation Prince Henri-Princesse Maria Teresa, per facilitare l'integrazione in società delle persone con bisogni specifici. L'organizzazione, oggi nota come Fondation du Grand-Duc et de la Grande-Duchesse, è presieduta dalla stessa María Teresa.
Nel 1991 acquisì l'alto patronato sull'Associazione Nazionale degli Infermieri del Lussemburgo. Il 10 giugno 1997 l'UNESCO la nominò Ambasciatrice di Buona Volontà per la lotta alla povertà, l'istruzione femminile e la promozione del microcredito. Nel 1999 ricevette un dottorato honoris causa dalla Seton Hall University, in riconoscimento al suo impegno umanitario.

### Granduchessa di Lussemburgo

#### Anni duemila
Il 7 ottobre 2000, con l'abdicazione del suocero Giovanni, María Teresa divenne granduchessa al fianco del marito. Nel febbraio 2003 l'Università di León, in Nicaragua, le conferì un dottorato honoris causa. Nello stesso anno si recò in Bangladesh, lavorando a contatto con Muhammad Yunus.

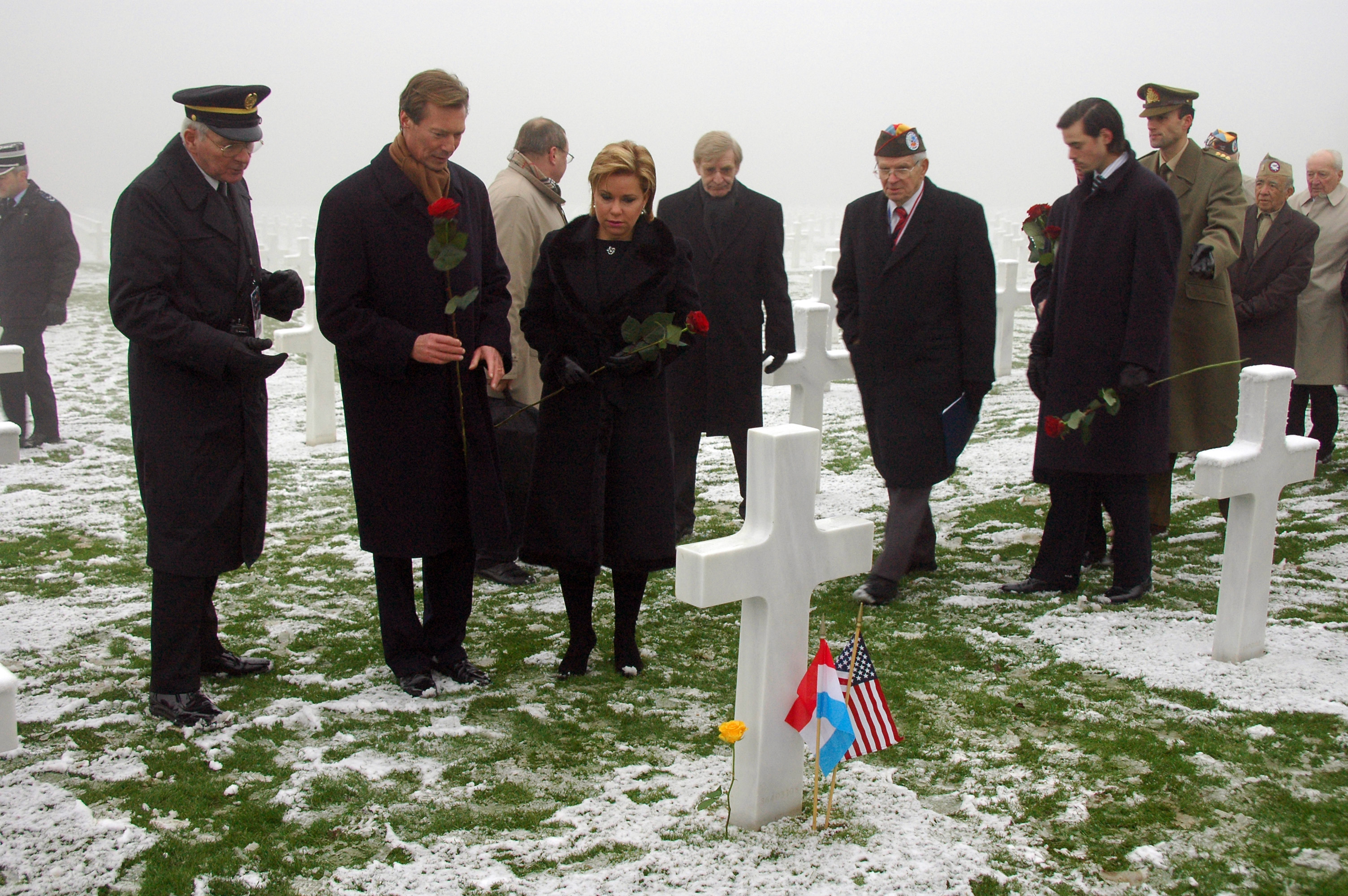
Enrico e María Teresa al cimitero americano di Lussemburgo nel 2004

Dal 2005 presiede la giuria internazionale del Premio europeo della Microfinanza, conferito annualmente a un'iniziativa di inclusione finanziaria. L'8 aprile dello stesso anno divenne presidentessa della Croce Rossa nazionale. Nel 2006 assunse la presidenza onoraria della Luxembourg Fund Labeling Agency (LuxFLAG), la prima agenzia ad assegnare nel mondo un marchio di qualità ai fondi d'investimenti della microfinanza. Il 13 giugno le venne conferito il Path to Peace Award dalla rappresentanza della Santa Sede presso le Nazioni Unite.
Venne nominata dall'UNICEF "Eminente Difensora dei bambini" il 19 aprile 2007, dichiarando di volersi impegnare a favore degli bambini rimasti orfani a causa dell'AIDS e dei bambini soldato. Nel 2008 entrò nel consiglio di amministrazione della neonata Fondation Grameen Crédit Agricole, istituita nello stesso anno da Muhammad Yunus con i dirigenti del Crédit Agricole. Nel giugno 2009 visitò la prigione centrale di Bujumbura, in Burundi, dov'erano rinchiusi bambini accusati di aver commesso reati comuni.
Nell'arco di quattro anni, assieme alla Maison Shalom fondata dall'attivista Maggy Barankitse, partecipò alla liberazione di 600 minorenni in tutto il paese, che in seguito ricevettero sostegno educativo, giuridico e psicologico attraverso il progetto "La main tendue" della fondazione granducale. Nel medesimo anno venne insignita del Premio Steiger nella categoria "Carità".

#### Dagli anni duemiladieci
Nel 2013 l'Association of Friends of Children with Cancer (ELPIDA) le conferì l'International Solidarity Award per il suo lavoro nei confronti dei bambini malati di cancro. Il 12 giugno 2014 partecipò a Londra al Summit mondiale per l'eradicazione della violenza sessuale nei periodi di conflitto, assieme al ministro Jean Asselborn su invito di Angelina Jolie e William Hague.

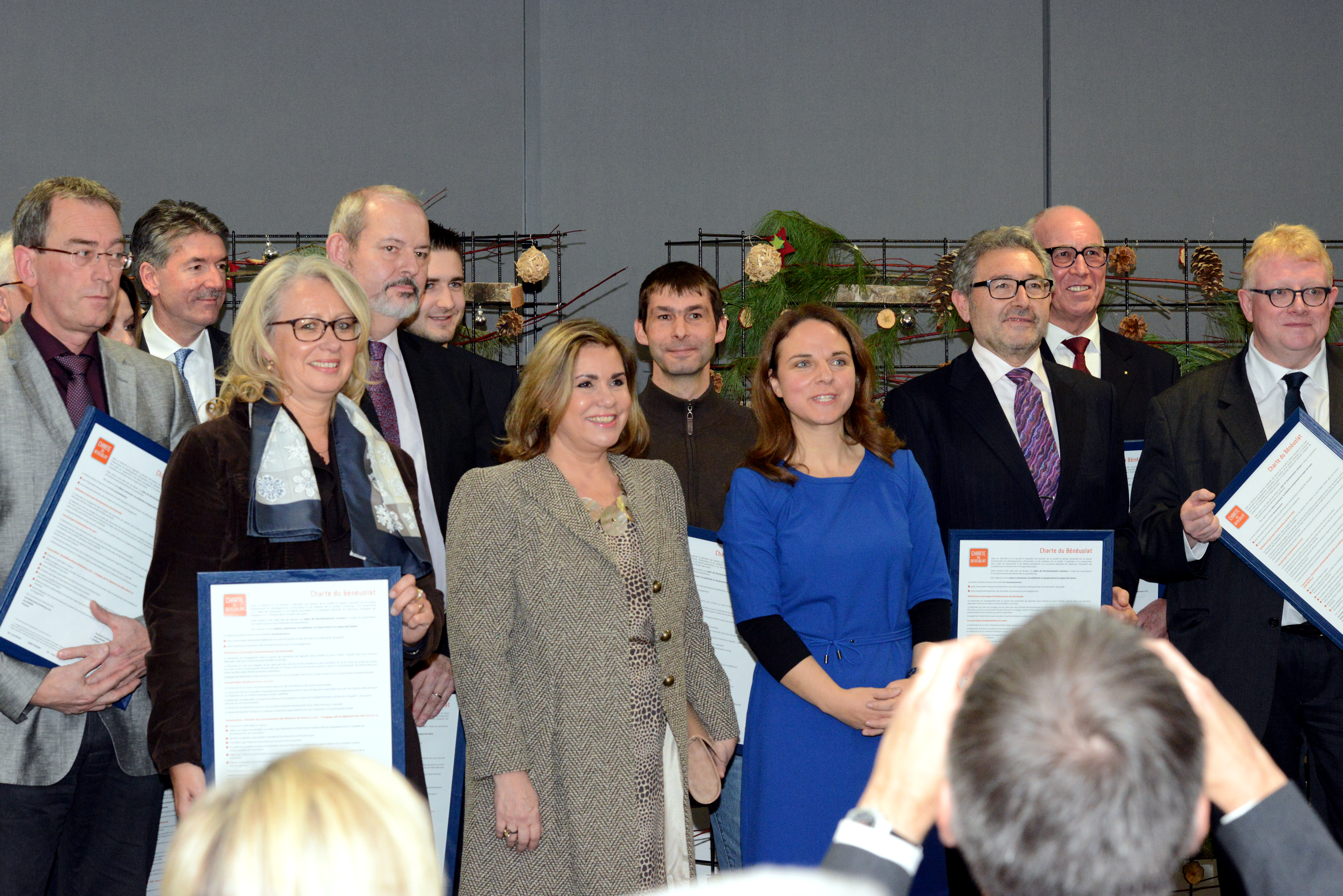
María Teresa alla presentazione della Charte du bénévolat, 5 dicembre 2014

Nel 2016 organizzò in Lussemburgo il primo Forum internazionale sui disturbi dell'apprendimento e nel mese di settembre entrò nel consiglio di patrocinio dell'Università Asiatica per le Donne (AUW) con sede a Chittagong. Inoltre, incontrò gli attivisti Nadia Murad, Lamiya Aji Bashar e Denis Mukwege e nel giugno 2017 partecipò all'esposizione "Hidden Voices" della The Dr. Denis Mukwege Foundation, dedicata ai sopravvissuti degli stupri di guerra.
In seguito prese l'iniziativa di organizzare un forum internazionale per contrastare le violenze sessuali nelle zone di crisi e nel 2018 visitò il Libano, dove raccolse le testimonianze delle vittime di violenza sessuale. Il 26 e il 27 marzo 2019 il forum ebbe ufficialmente luogo con il nome di "Stand Speak Rise Up!", per poi diventare una piattaforma di aiuto nei confronti dei superstiti con il lancio dell'omonima associazione a settembre. Nel 2018 prese anche parte, in qualità di relatrice sul tema "Essere una Donna, e vittima", all'edizione degli Entretiens de Royaumont patrocinata da Emmanuel Macron.
Il 10 settembre 2021 ricevette da Pramila Patten il titolo di Campionessa della lotta contro le violenze sessuali legate ai conflitti, in sostegno al lavoro delle Nazioni Unite.

#### Il rapporto Waringo

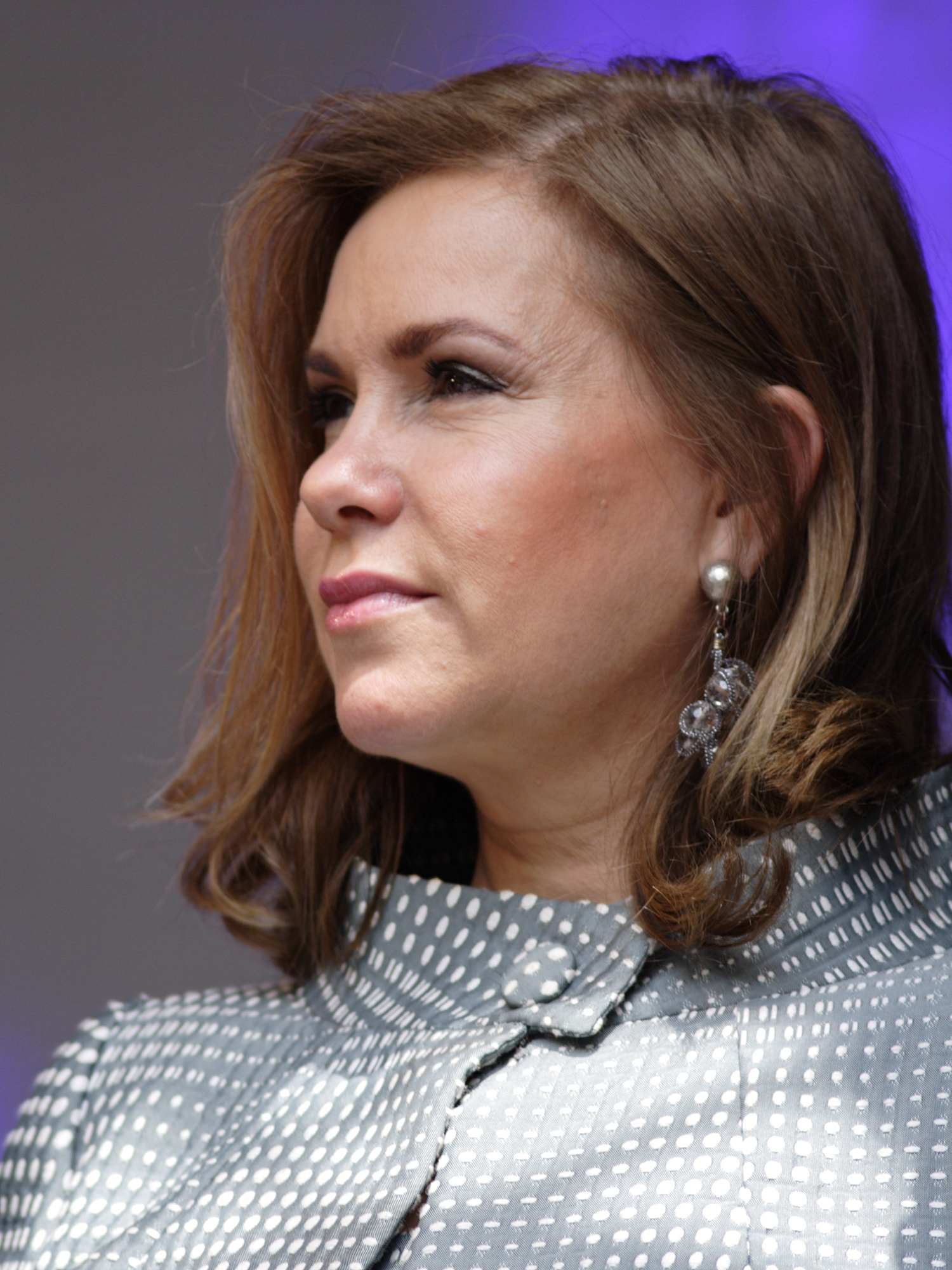
La granduchessa nel maggio 2009

Nell'agosto 2019 il primo ministro Xavier Bettel incaricò il rappresentante speciale presso la Corte granducale, Jeannot Waringo, di verificare l'esistenza di eventuali sprechi tra le spese della famiglia del granduca.
Il 24 gennaio 2020 venne pubblicato il "rapporto Waringo" nel quale, da un lato, è stata evidenziata l'esistenza di scarsa trasparenza in relazione alla rendicontazione dell'appannaggio reale e, dall'altro, come, nonostante la Costituzione fissi in 1.241.590 euro annui la dotazione della Corte, corrispondano solo all'11,7% del totale degli importi effettivamente ricevuti ogni anno dalla Maison du Grand-Duc.
Il rapporto propose di riformare il sistema. La famiglia granducale venne criticata per l'opacità nella gestione dei fondi e la granduchessa María Teresa finì al centro delle polemiche, poiché accusata dai media di spendere troppo e di comportarsi in modo tirannico con il personale.
Nel febbraio 2023 venne nuovamente accusata di aver trattato male il personale di corte, secondo il settimanale d'Lëtzebuerger Land, in vista di un servizio fotografico per il fidanzamento di sua figlia a ottobre 2022, con un successivo intervento del primo ministro.

### Opinioni e interessi personali

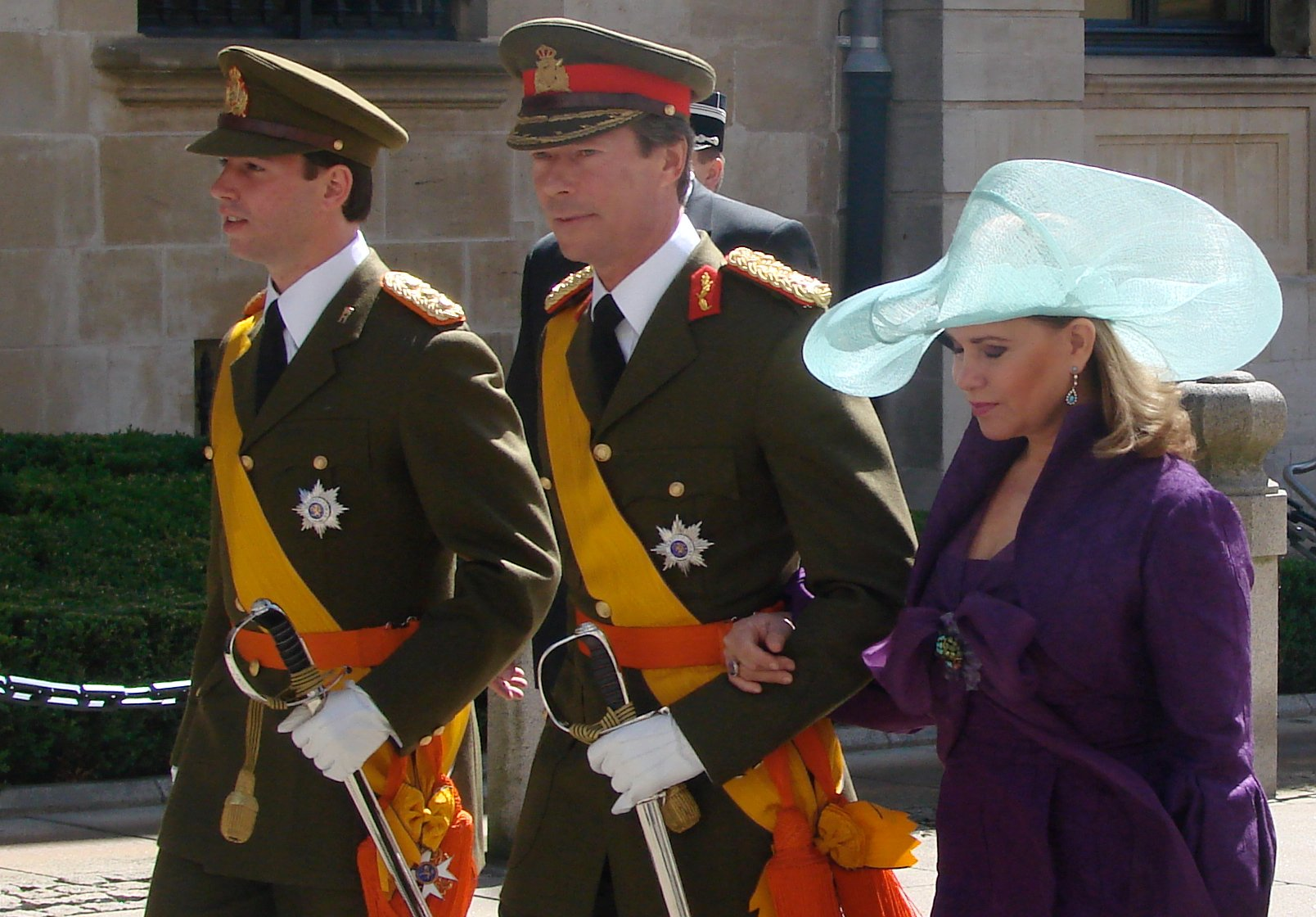
Guglielmo, il granduca Enrico e la granduchessa María Teresa nel 2009

Profondamente religiosa, nel 2008 sostenne il rifiuto del marito di promulgare un'eventuale legislazione favorevole all'eutanasia. I suoi interessi personali includono le decorazioni floreali, il design e la letteratura.

## Discendenza

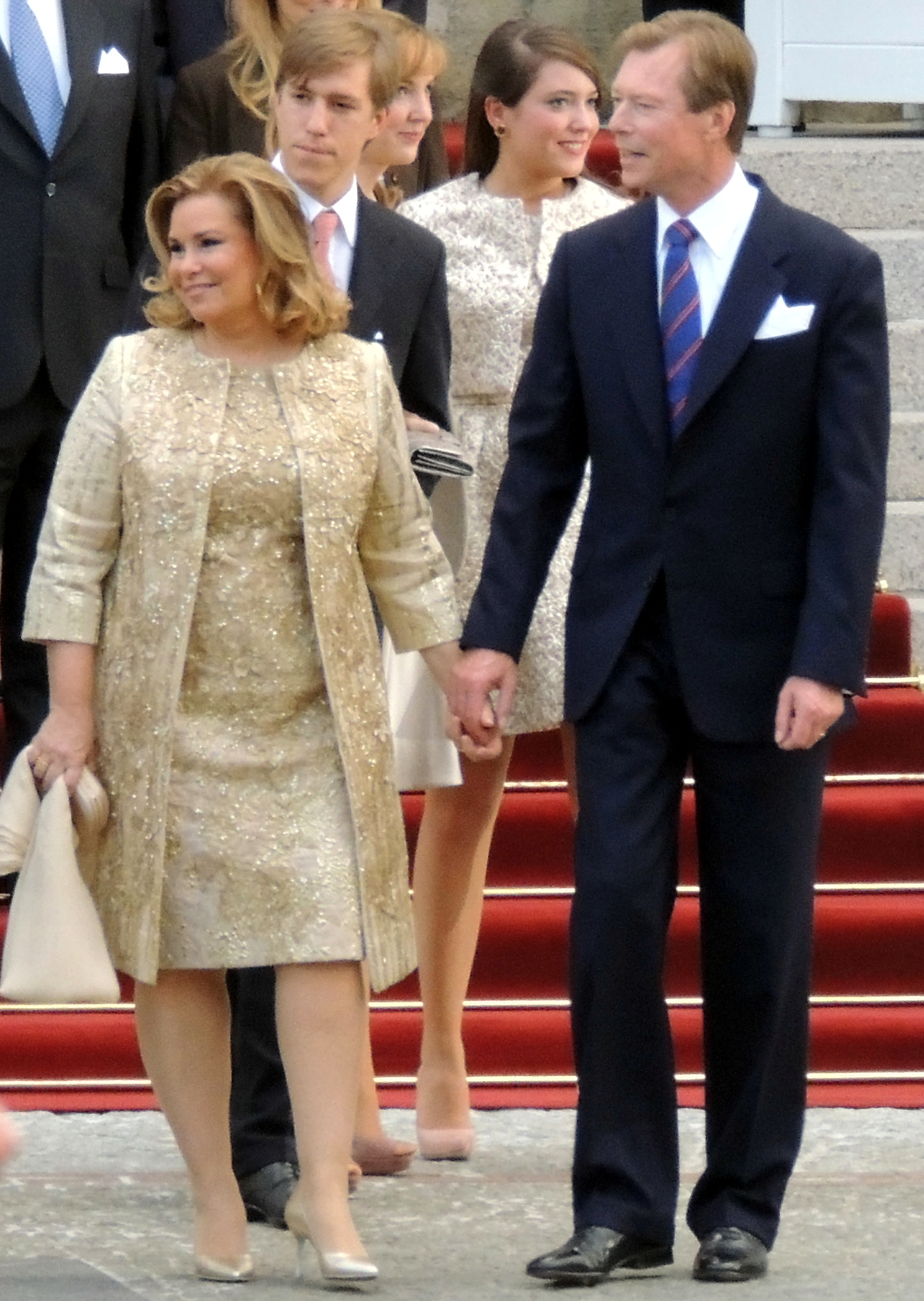
María Teresa ed Enrico nel 2012

María Teresa Mestre ed Enrico di Lussemburgo hanno quattro figli e una figlia:
- Principe Guglielmo (1981), con la moglie Stéphanie de Lannoy (1984) ha avuto due figli;
- Principe Félix (1984), con la moglie Claire Lademacher (1985) ha avuto tre figli;
- Principe Luigi (1986), con l'ex moglie Tessy Antony (1985) ha avuto due figli;
- Principessa Alexandra (1991), ha sposato Nicolas Bagory (1988);
- Principe Sébastien (1992).

## Titoli e trattamento
- 22 marzo 1956 - 14 febbraio 1981: María Teresa Mestre y Batista
- 14 febbraio 1981 - 7 ottobre 2000: Sua Altezza Reale, la principessa María Teresa, granduchessa ereditaria di Lussemburgo
- 7 ottobre 2000 - attuale: Sua Altezza Reale, la granduchessa di Lussemburgo

### Altri titoli
- Duchessa di Nassau
- Contessa palatina del Reno
- Contessa di Sayn
- Contessa di Königstein
- Contessa di Katzenelnbogen
- Contessa di Diez
- Viscontessa di Hammerstein
- Signora di Mahlberg
- Signora di Wiesbaden
- Signora di Idstein
- Signora di Merenberg
- Signora di Limburg
- Signora di Eppstein

## Ascendenza
|                                       |                             |                                      | Genitori                                    |  |  | Nonni |  |  | Bisnonni                          |  |  | Trisnonni                         |  |
|                                       |                             |                                      |                                             |  |  |       |  |  | Francisco Mestre y Fernández-Cria |  |  | Francisco Javier Mestre Domínguez |  |
|                                       |                             |                                      |                                             |  |  |       |  |  | Francisco Mestre y Fernández-Cria |  |  | Francisco Javier Mestre Domínguez |  |
|                                       |                             | María Luisa Fernández-Criado y Gómez |                                             |  |  |       |  |  | Francisco Mestre y Fernández-Cria |  |  |                                   |  |
| José Antonio Mestre y Ramos-Almeyda   |                             |                                      |                                             |  |  |       |  |  | Francisco Mestre y Fernández-Cria |  |  |                                   |  |
|                                       |                             | Matilde Ramos-Almeyda y Gómez        | José Benito Ramos-Almeyda y Marrero         |  |  |       |  |  |                                   |  |  |                                   |  |
|                                       |                             | Matilde Ramos-Almeyda y Gómez        | José Benito Ramos-Almeyda y Marrero         |  |  |       |  |  |                                   |  |  |                                   |  |
|                                       |                             | Matilde Ramos-Almeyda y Gómez        | Matilde Gómez Petit                         |  |  |       |  |  |                                   |  |  |                                   |  |
| José Antonio Mestre Álvarez           |                             | Matilde Ramos-Almeyda y Gómez        |                                             |  |  |       |  |  |                                   |  |  |                                   |  |
|                                       |                             | Lucas Álvarez Cerice                 | Lucas Álvarez Guillén                       |  |  |       |  |  |                                   |  |  |                                   |  |
|                                       |                             | Lucas Álvarez Cerice                 | Lucas Álvarez Guillén                       |  |  |       |  |  |                                   |  |  |                                   |  |
|                                       |                             | Lucas Álvarez Cerice                 | Águeda de la Encarnación Cerice Lima        |  |  |       |  |  |                                   |  |  |                                   |  |
| María Narcisa Álvarez Tabío           |                             | Lucas Álvarez Cerice                 |                                             |  |  |       |  |  |                                   |  |  |                                   |  |
|                                       |                             | Narcisa Tabío y de la Lanza          | Pablo Tabío Rodríguez                       |  |  |       |  |  |                                   |  |  |                                   |  |
|                                       |                             | Narcisa Tabío y de la Lanza          | Pablo Tabío Rodríguez                       |  |  |       |  |  |                                   |  |  |                                   |  |
|                                       |                             | Narcisa Tabío y de la Lanza          | Rosa de la Lanza y Espinosa de los Monteros |  |  |       |  |  |                                   |  |  |                                   |  |
| María Teresa Mestre                   |                             | Narcisa Tabío y de la Lanza          |                                             |  |  |       |  |  |                                   |  |  |                                   |  |
|                                       | Melchor Batista y de Varona | Melchor Batista Caballero            |                                             |  |  |       |  |  |                                   |  |  |                                   |  |
|                                       | Melchor Batista y de Varona | Melchor Batista Caballero            |                                             |  |  |       |  |  |                                   |  |  |                                   |  |
|                                       | Melchor Batista y de Varona | Irene de Varona y de la Torre        |                                             |  |  |       |  |  |                                   |  |  |                                   |  |
| Agustín Batista y González de Mendoza | Melchor Batista y de Varona |                                      |                                             |  |  |       |  |  |                                   |  |  |                                   |  |
|                                       |                             | Julia González de Mendoza y Pedroso  | Antonio González de Mendoza y Bonilla       |  |  |       |  |  |                                   |  |  |                                   |  |
|                                       |                             | Julia González de Mendoza y Pedroso  | Antonio González de Mendoza y Bonilla       |  |  |       |  |  |                                   |  |  |                                   |  |
|                                       |                             | Julia González de Mendoza y Pedroso  | María de las Mercedes Pedroso y Montalvo    |  |  |       |  |  |                                   |  |  |                                   |  |
| María Teresa Batista Falla            |                             | Julia González de Mendoza y Pedroso  |                                             |  |  |       |  |  |                                   |  |  |                                   |  |
|                                       |                             | Laureano Falla Gutiérrez             | Juan Manuel Falla Gutiérrez                 |  |  |       |  |  |                                   |  |  |                                   |  |
|                                       |                             | Laureano Falla Gutiérrez             | Juan Manuel Falla Gutiérrez                 |  |  |       |  |  |                                   |  |  |                                   |  |
|                                       |                             | Laureano Falla Gutiérrez             | Isabel Juana Gutiérrez Diego                |  |  |       |  |  |                                   |  |  |                                   |  |
| María Teresa Falla Bonet              |                             | Laureano Falla Gutiérrez             |                                             |  |  |       |  |  |                                   |  |  |                                   |  |
|                                       |                             | María Dolores Bonet y Mora           | Cristóbal Bonet y Pi-Mauri                  |  |  |       |  |  |                                   |  |  |                                   |  |
|                                       |                             | María Dolores Bonet y Mora           | Cristóbal Bonet y Pi-Mauri                  |  |  |       |  |  |                                   |  |  |                                   |  |
|                                       |                             | María Dolores Bonet y Mora           | María Adelaida de Mora y González de Ávila  |  |  |       |  |  |                                   |  |  |                                   |  |
|                                       |                             | María Dolores Bonet y Mora           |                                             |  |  |       |  |  |                                   |  |  |                                   |  |

## Onorificenze

### Altri riconoscimenti
- Path to Peace Award (13 giugno 2006);[18]
- Premio Steiger Carità (2009);[18]
- International Solidarity Award dell'Association of Friends of Children with Cancer (2013).[18]